# Можайкіна Надія Семенівна

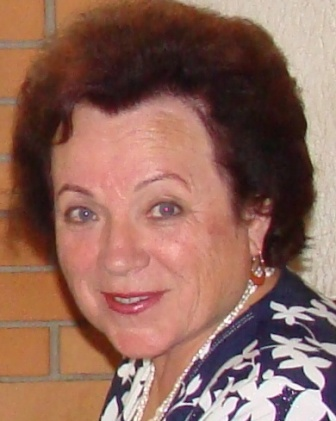

Можайкіна Надія Семенівна (30 липня 1939 року, Бровари) — співачка, актриса, педагог, вчений.

## Біографія
Народилася 30 липня 1939 року у м. Бровари Київської області. Мати – Бруєнко Варвара Федорівна – вихователь дитячого садочка (с.Погреби). Батько – Бруєнко Семен Овсійович – колгоспник (с.Погреби).
Громадянка України. Українка. Безпартійна. Виховала доньку. Мешкає у м.Бровари.
У 1957 р. закінчила середню школу №1 м. Бровари.
Закінчила театральну студію оперети (м. Київ) в 1965 р.
У 1967 році закінчила Київський державний педагогічний інститут ім. М. Горького (музично-педагогічний факультет).

### Трудова діяльність
З вересня 1957 року по липень 1958 року працювала ткачем на Дарницькому шовковому комбінаті (м.Київ).
З червня 1965 року по вересень 1967 року працювала артисткою Закарпатського музично-драматичного театру.
З вересня 1967 року по вересень 1968 року працювала артисткою драматичного театру у місті Котлас (Архангельська область, Російська СРСР).
З жовтня 1968 року по жовтень 1970 року працювала солісткою-вокалісткою Хабаровського театру музичної комедії.
З жовтня 1970 року по вересень 1973 року працювала актрисою в Кіровоградському українському музично-драматичному театрі.
З жовтня 1970 року по вересень 1984 року працювала викладачем кафедри хорового диригування та методики музичного виховання музично-педагогічного факультету Кіровоградського державного педагогічного інституту ім. О.С. Пушкіна.
З вересня 1984 року і донині працює професором кафедри теорії та методики постановки голосу Інститут мистецтв НПУ імені М.П. Драгоманова.

### Творча діяльність
За час роботи в театрах зіграла ряд провідних ролей:
- Наталка «Наталка Полтавка»                                    І. Котляревського,
- Килина «Замулені джерела»                                    М. Кропивницького,
- Любина «Сині роси»                                                   М. Зарудного,
- Аза «Циганка Аза»                                               М. Старицького,
- Саффі «Циганський барон»                                    Й. Штрауса,
- Перікола «Перікола»                                                   Ж. Оффенбаха,
- Сімона «Москва — Париж — Москва»                  В. Мураделі.
- Уляна «Сватання на Гончарівці»                           Г. Квітки-Основ’яненка.
- Софія «Весілля в Малинівці»                                О. Рябова.
- Триндичиха «Весілля в Малинівці»                               О. Рябова.
- Варка «Безталанна»                                                І. Карпенка-Карого.
- Одарка «Запорожець за Дунаєм»                            С. Гулака-Артемовського.
- Фрау Заукель «Вдови»                                                         І. Рачади.
- Кір’янова “А зорі тут тихі»                                           Б. Васильєва.
- Оксана «Вовчиха»                                                     О. Ананьєва.
- Галина «Павлина»                                                     А. Софронова.
- Марія «Де тирса шелестіла»                                  А. Шияна.
- Аня «Вісімнадцять років»                                   В. Соловйова-Сєдого.

Будучи актрисою успішно виступала на сценах театрів м. Владивосток, Комсомольськ на Амурі, Південно-Сахалінськ, Пермь, Архангельськ, Кострома, Чита, Тюмень, Вітебськ, Орджонікідзе, Грозний, Тбілісі, Йош-Карола і багато інших, про що свідчать відгуки у пресі.

### Слід у житті
Надія Семенівна Можайкіна є одним з багатогранних національних талантів, високоосвіченою гармонійною особистістю, яка всіма своїми обдаруваннями самовіддано слугує українській культурі, бере дієву участь у прогресивному процесі розвитку професійної музично-педагогічної сфери, широко репрезентує академічну вокальну творчість за покликом благословенної Богом долі. Талановита вокалістка, яскрава представниця унікальної в світі української вокальної школи, щирий пропагандист національного музичного мистецтва України Можайкіна Н.С. є одним з провідних педагогів і науковців-дослідників  цієї  фахової галузі в Українській Державі. За плечима мисткині вагомі звершення у багатолітній плідній концертно-творчій діяльності, знакові досягнення на ниві української педагогіки, висококваліфікована підготовка та виховання молодих професійних кадрів, активна музично-просвітницька та громадська робота. 
Високий художній рівень і виконавська майстерність, особлива забарвленість, глибока духовна наповненість і краса тембру голосу артистки-вокалістки сприяли найяскравішому втіленню багатогранних різнохарактерних образів ряду найвідоміших класичних і сучасних полотен-перлин української драматургії.  
У яскравий творчий період роботи в театрах колишнього СРСР Можайкіна Н.С. веде широку концертно-гастрольну роботу на сценах театрів мм. Владивостока, Комсомольська на Амурі, Південно-Сахалінська, Пермі, Вітебська, Орджонікідзе, Грозного, Тбілісі, Йошкар-Оли та ін.   
З 1972 р. відома артистка не тільки продовжує розкривати свій вокальний талант як солістка, а й спираючись на значний виконавський досвід, присвячує себе роботі педагога і розпочинає діяльність у Кіровоградському педагогічному інституті ім. О.С.Пушкіна на посаді викладача постановки голосу. Як справжній фахівець, Можайкіна Н.С. прагнула вдосконалюватися та підвищувати свою кваліфікацію – у 1982 р. вона успішно закінчила аспірантуру й захистила кандидатську дисертацію.  

З 1984 р. почався масштабний період педагогічної, науково-дослідної і творчої роботи Можайкіної Н.С. в Національному педагогічному університеті ім. М.П.Драгоманова: 1989-1999 рр. – завідувач, 1999-2009 рр. заступник завідувача кафедри теорії та методики постановки голосу.  
Свої обдарування і талант, мистецький хист і досвід Можайкіна Н.С. високопрофесійно демонструє у викладанні фахових практично-теоретичних дисциплін: постановка голосу, методика викладання постановки голосу. Педагог-просвітитель  вкладає всю свою душу і серце в роботу із молодими музикантами, передає студентству багатющий досвід і знання. 
Переконливими свідченнями такої подвижницької праці стали вагомі здобутки і відзнаки вихованців класу Можайкіної Н.С. на культурно-мистецькій ниві: численні перемоги і вищі лауреатські ступені у знаних музичних форумах, олімпіадах, фестивалях-конкурсах міжнародного і всеукраїнського статусів. Така самовіддана копітка робота із молодими співаками, ініціативність у розробці заходів стимулювання і заохочення студентів до навчальної і творчої діяльності є проявом мудрості, щирого благородства, людяності і добра, завдяки чому мистецькому світові відкрилися нові яскраві таланти. Понад 100 випускників Можайкіної Н.С. сьогодні достойно представляють професійну вокальну школу у різних музично-освітніх закладах, провідних театрах, у національних художніх колективах. 
Доробок Можайкіної Н.С. як відомого сучасного педагога-науковця – кандидат педагогічних наук (1983 р.), доцент (1991 р.), професор (2008 р.) нараховує понад 60 надрукованих спеціалізованих праць та публікацій: наукові статті і методичні рекомендації, навчально-методичні посібники і розробки навчальних програм тощо.   
Можайкіна Н.С. бере дієву участь у проведенні науково-практичних конференцій, методичних об’єднань України, активно залучає молодих педагогів і студентів кафедри до науково-дослідної роботи. Авторитет досвідченого ерудованого професіонала, який ґрунтовно вивчає і застосовує в практиці найновітніші тенденції музично-освітньої галузі, сприяли залученню Можайкіної Н.С. до складу груп розробників галузевого стандарту вищої освіти напряму «Педагогіка і методика середньої освіти за спеціальністю «Музика», складу експертної групи департаменту МОН України з ліцензування та акредитації спеціальності «Музика» у середніх та вищих навчальних закладах (ІІІ-IV рівнів акредитації).   
За особистої участі Можайкіної Н.С. як експерта у період 2000-2006 рр. проведено ліцензування та акредитація спеціальності «Музика» у середніх та вищих навчальних закладах мм. Рівне, Херсон, Хмельницький, Миколаїв, Чернівці. 
Як музично-громадський подвижник Можайкіна Н.С. уміло поєднує педагогічну і наукову роботу з мистецькою діяльністю, є ініціатором цілої низки нових музичних акцій, концертних програм, втілювачем і розробником концептуальних засад професійних вокальних фестивалів, конкурсів, які проросли глибоким національним корінням, зберігаючи і примножуючи культурні надбання вітчизняного музичного мистецтва, популяризуючи українську культуру в міжнародному музичному просторі.  

Нагороди
Професор Можайкіна Н. С. нагороджена медаллю «Ветеран праці», значком «Відмінник народної освіти», почесними грамотами та подяками Міністерства освіти і науки України, ректорату НПУ ім. М. П. Драгоманова.

### Наукова діяльність
Професор Можайкіна Н. С. активно займається науковою діяльністю. Вона має понад 60 наукових друкованих праць (статті, методичні рекомендації, програми, посібники). Серед наукових праць Можайкіної Н. С.:
1. Можайкіна Н.С. Виховання дитячого голосу у загальноосвітній школі: методичні рекомендації / Н.С. Можайкіна. – Кіровоград, 1980.
2. Можайкіна Н.С. До питання про пропаганду вокального мистецтва у школі / Н.С. Можайкіна // Збірник наукових праць «Удосконалення змісту, форм і методів естетичного виховання в школі. – К., 1980. – С. 78 – 80.
3. Можайкіна Н.С. Виховання естетичного відношення старшокласників до вокального мистецтва : методичні рекомендації / Н.С. Можайкіна. – Кіровоград, 1982.
4. Можайкіна Н.С. Формування музичного смаку учнівської молоді в процесі вивчення вокальних класичних творів / Н.С. Можайкіна. – М.: Інститут естетичного виховання, 1982.
5. Можайкіна Н.С. Вокальна музика у формуванні художньої культури школярів молодшого віку / Н.С. Можайкіна // Збірних наукових праць: Формування естетичної культури молодших школярів. – Кіровоград, 1982.
6. Можайкіна Н.С. Потреба спілкування з мистецтвом у контексті формування духовних потреб підростаючого покоління / Н.С. Можайкіна // Збірник наукових праць «Формування духовної культури учнівської молоді та школярів в процесі художнього виховання». – М., 1987.
7. Можайкіна Н.С. Музично-естетичне виховання школярів засобами вокального мистецтва / Н.С. Можайкіна // Збірник наукових праць «Удосконалення професійної підготовки вчителя музики в умовах реформи школи. – К., 1988. – С.55 – 60.
8. Можайкіна Н.С. Роль спецкурсу у підготовці майбутнього вчителя музики до педагогічної діяльності / Н.С. Можайкіна // Збірник наукових праць «Естетичне виховання учнівської молоді – завдання, теорія, практика, перспективи». – М., 1988. – С. 69 – 71.
9. Можайкіна Н.С. Структура естетичного відношення до вокальної музики та реалізація його компонентів у практиці загальноосвітньої школи / Н.С. Можайкіна // Наукові записки: Збірник наукових статей Кіровоградського державного педагогічного інституту ім. О.С. Пушкіна. – Кіровоград, 1989.
10. Можайкіна Н.С. Підготовка студентів до естетичного виховання учнів в умовах факультативу / Н.С. Можайкіна // Збірник наукових праць «Педагогічне керівництво музично-творчою діяльністю школярів. – Кіровоград, 1989.

11. Можайкіна Н.С. Міжпредметні зв’язки у класі постановки голосу як засіб удосконалення підготовки майбутніх вчителів / Н.С. Можайкіна // Збірник наукових праць «Шляхи вдосконалення професійно-педагогічної підготовки вчителя в умовах перебудови вищої і середньої школи». – Ніжин, 1990. – С. 92 – 94.
12. Можайкіна Н.С. Українська народна пісня у вихованні співака і слухача / Н.С. Можайкіна // Збірник наукових праць «Народна пісня та впровадження її в учбово-виховний процес в умовах відродження національної культури. – Ніжин, 1991.
13. Можайкіна Н.С. Техніка мовлення у професійній діяльності викладача / Н.С. Можайкіна // Наукові записки: збірник наукових статей Національного педагогічного університету ім. М.П. Драгоманова. Ювілейний випуск / Укл. П.В.Дмитренко, О.Л.Макаренко. – К.: НПУ, 2000. – Ч.1. – С. 223 – 227.
14. Можайкіна Н.С. Причини розвитку професійних порушень голосу у педагогів / Н.С. Можайкіна // Наукові записки Кіровоградського державного педагогічного університету ім. В.Вінниченка. Вип. 40. Серія: Педагогічні науки. – Кіровоград, 2001. – С. 136 – 139.
15. Можайкіна Н.С. Вокальне мистецтво як засіб естетичного виховання старшокласників / Н.С. Можайкіна // Наукові записки: збірник наукових статей Національного педагогічного університету ім. М.П. Драгоманова. Вип. №6 / Укл. П.В.Дмитренко, О.Л.Макаренко. – К.: НПУ, 2003. – С. 49 – 53.
16. Можайкіна Н.С. Постановка голосу: програма та методичні рекомендації щодо організації і проведення індивідуальних занять / Н.С. Можайкіна. – К.: НПУ ім. М.П. Драгоманова, 2003. – 32 с.
17. Можайкіна Н.С. Методика викладання вокалу у ВУЗі: програма та методичні рекомендації для студентів магістратури / Н.С. Можайкіна. – К.: НПУ ім. М.П. Драгоманова, 2003. – 48 с. 
18. Можайкіна Н.С. Формування естетичного відношення учнівської молоді до вокального мистецтва: навчально-методичний посібник / Надія Семенівна Можайкіна. – Луцьк: СПД Гадяк Жанна Володимирівна, друкарня «Волиньполіграф»™, 2011. – 96 с.
19.  Можайкіна Н.С. Теоретико-методичні основи виховання естетичного ставлення учнівської молоді до вокального мистецтва / Н.С. Можайкіна. -  Зб. «Мистецька освіта в Європейському соціокультурному просторі XXI століття». Матеріали Всеукраїнської науково-практичної конференції. – Мукачеве, 2012.
20. Можайкіна Н.С. Принципи підбору вокально-педагогічного репертуару для студентів вищого навчального закладу музично-педагогічного профілю / Н.С. Можайкіна.- Зб. Мистецька освіта в Європейському соціокультурному просторі XXI століття». Матеріали II Всеукраїнської науково-практичної конференції. – Мукачеве, 2013.
21. Можайкіна Н.С. Удосконалення фахової підготовки майбутнього вчителя музики в класі постановки голосу /  Н.С. Можайкіна. - Мистецька освіта в Україні: проблеми теорії і практики: зб. Тез за матеріалами Всеукраїнської науково-методичної конференції-семінару. 27 – 28 лютого 2014 р. – К.:Вид-во НПУ імені М. П. Драгоманова, 2014. – 164 с.
22. Можайкіна Н.С. Навчально-методичний комплекс з дисципліни «Методика викладання вокалу» для студентів спеціальності  «Музична педагогіка та виховання» / Н.С. Можайкіна. – К.: Національний педагогічний університет імені М.П. Драгоманова, 2013. – 79 с.
23. Можайкіна Н.С. Вокально-педагогічна освіта в Інституті мистецтв: історія та сучасність: науково-історичний довідник / Н.С. Можайкіна. - Видавництво ТОВ "ОСНОВА", 2014. - 80 с.
24. Можайкіна Н.С. Методика викладання вокалу. Хрестоматія: навчальний посібник. - К.: Видавництво Ліра-К, 2016. - 216 с. 
http://mybook.biz.ua/?mode=book&id=159755
https://web.archive.org/web/20151127051231/http://www.im.npu.edu.ua/index.php/ua/ainmenu-33/si-mainmenu-17/istoriia-kafedry
http://www.irbis-nbuv.gov.ua/cgi-bin/irbis_nbuv/cgiirbis_64.exe?
Z21ID=&I21DBN=EC&P21DBN=EC&S21STN=1&S21REF=10&S21FMT=fullwebr&C21COM=S&S21CNR=20&S21P01=0&S21P02=0&S21P03=A=&S21COLORTERMS=1&S21STR=Можайкіна%20Н$
http://www.irbis-nbuv.gov.ua/cgi-bin/irbis_nbuv/cgiirbis_64.exe?C21COM=S&I21DBN=EC&P21DBN=EC&S21FMT=fullwebr&S21ALL=(%3C.%3EU%3DЧ421.355.23%20я7%3C.%3E)&Z21ID=&S21SRW=dz&S21SRD=DOWN&S21STN=1&S21REF=10&S21CNR=20&R21DBN=1&R21DBN=